# Hermann Vincke
Hermann Vincke († um 1429) war Ratsherr der Hansestadt Lübeck.

## Leben
Der Kaufmann Hermann Vincke war Mitglied der Lübecker Schonenfahrer und 1406 deren Ältermann. Er war Mitglied im Bürgerausschuss der 60er und ist nach Vertreibung des Alten Rates 1408 im Neuen Rat 1411 und 1414 bis zur Rückkehr des Alten Rates 1416 als Ratsherr nachgewiesen. 1411 begleitete er den Lübecker Bürgermeister Johann Growe als Gesandter des Neuen Lübecker Rats nach Brügge, um die Kaufleute im Hansekontor in Brügge zu einer Anerkennung des Neuen Rats zu bewegen. In Testamenten Lübecker Bürger wird er zweimalig als Urkundszeuge aufgeführt.
Vincke war in erster Ehe mit Margarethe, einer Tochter des Lübecker Bürgers Hinrich Vriemann verheiratet. In zweiter Ehe heiratete er eine Tochter von Ludekin Lüneburg. Er wohnte von 1392 bis 1414 in der Fischstraße 21, danach in der Breiten Straße 10 der Lübecker Altstadt.